# Jiang Yanmei
Jiang Yanmei (chinesisch 江彦媚; * 26. Februar 1981 in Guangdong) ist eine in China geborene Badmintonspielerin aus Singapur.

## Sportliche Karriere
Jiang Yanmei nahm 2004 und 2008 an Olympia teil. 2004 startete sie im Einzel und wurde 17., 2008 im Doppel mit Li Yujia und wurde 5. 2003 gewann sie bei den Südostasienspielen zweimal Bronze. Im Folgejahr siegte sie bei den Mauritius International, Iran Fajr International, Croatian International und Finnish International. 2005 und 2007 erkämpfte sie sich noch einmal Bronze bei den Südostasienspielen.

## Sportliche Erfolge
| Veranstaltung | Saison                                               | Disziplin   | Platz | Name                          |
| ------------- | ---------------------------------------------------- | ----------- | ----- | ----------------------------- |
| 2000          | Smiling Fish                                         | Dameneinzel | 1     | Jiang Yanmei                  |
| 2001          | Hongkong Open                                        | Mixed       | 5     | Donny Prasetyo / Jiang Yanmei |
| 2003          | Südostasienspiele                                    | Damendoppel | 3     | Jiang Yanmei / Xiao Luxi      |
| 2003          | Südostasienspiele                                    | Dameneinzel | 3     | Jiang Yanmei                  |
| 2004          | Mauritius International                              | Damendoppel | 1     | Li Yujia / Jiang Yanmei       |
| 2004          | Iran Fajr International                              | Damendoppel | 1     | Jiang Yanmei / Li Yujia       |
| 2004          | Croatian International                               | Damendoppel | 1     | Jiang Yanmei / Li Yujia       |
| 2004          | Finnish International                                | Dameneinzel | 1     | Jiang Yanmei                  |
| 2004          | Olympia                                              | Dameneinzel | 17    | Jiang Yanmei                  |
| 2005          | Thailand Open                                        | Damendoppel | 3     | Jiang Yanmei / Li Yujia       |
| 2005          | Südostasienspiele                                    | Damendoppel | 3     | Jiang Yanmei / Li Yujia       |
| 2006          | New Zealand Open                                     | Damendoppel | 1     | Yanmei Jiang / Yujia Li       |
| 2006          | Bitburger Open                                       | Damendoppel | 1     | Jiang Yanmei / Li Yujia       |
| 2007          | Schweiz: Internationale Meisterschaften - Swiss Open | Mixed       | 3     | Hendra Wijaya / Yanmei Jiang  |
| 2007          | Südostasienspiele                                    | Damendoppel | 3     | Jiang Yanmei / Li Yujia       |
| 2007/2008     | Singapur: Einzelmeisterschaften                      | Damendoppel | 3     | Yujia Li / Yanmei Jiang       |
| 2008          | Olympia                                              | Damendoppel | 5     | Jiang Yanmei / Li Yujia       |